# Eparquia uniata de Stanislaviv
Eparquia de Stanislaviv foi uma eparquia da Igreja uniata rutena criada em 1885. Foi parte da metrópole da Galícia.

## História
Os esforços para estabelecer uma eparquia greco-católica de Stanislaviv já foram feitos em 1805 pelo bispo Antonio Anhełłowycz. No entanto, a decisão de estabelecer uma nova eparquia foi tomada apenas no final de 1848, quando o metropolita Michał Lewicki e o bispo Grzegorz Jachimowicz repetiram os pedidos para a sua criação. O decreto imperial foi assinado por Francisco José I em 8 de maio de 1850. Esta decisão foi aprovada pelo Papa Leão XIII em bula emitida em 26 de setembro de 1885. O organizador e primeiro bispo da eparquia foi padre Juliano Pelesz.
Em 1945, a eparquia foi extinta pelas autoridades comunistas. Foi recriada como Eparquia de Ivano-Frankivsk, sujeita à metrópole greco-católica de Kiev, pelo Papa João Paulo II.